# Marsz Patriotów
Marsz Patriotów – manifestacja w postaci przemarszu ulicami Wrocławia, odbywająca się co rok 11 listopada w dniu Narodowego Święta Niepodległości.
Marsz Patriotów został zainicjowany przez Narodowe Odrodzenie Polski. Pierwszy marsz odbył się w roku 2010. Organizatorzy deklarują, iż Marsz Patriotów jest elementem świętowania odzyskania przez Polskę niepodległości, demonstracją przywiązania do polskiej tradycji i patriotyzmu.
Jest drugą (po warszawskim Marszu Niepodległości) pod względem frekwencji imprezą tego typu w Polsce organizowaną z okazji Narodowego Święta Niepodległości.